# Досьє Іпкресс (фільм)
«Досьє Іпкресс» (англ. The Ipcress File) — британський фільм 1965 року.

## Сюжет
Кілька відомих західних вчених раптово безслідно зникають і з'являються знову через кілька днів. Але тепер вони виглядають абсолютно іншими людьми. Влада підозрює, що мізки вчених хтось серйозно обробив таким чином, щоби вчені не змогли більше працювати.
Гаррі Палмер, сержант, який працює на Міністерство оборони в службі спостереження, викликаний зі свого поста до боса, полковника Росса. Росс, підозрюючи, що хтось із вищих чинів МІ-6 «здає» інформацію про засекречених британських вчених ворожим агентам, повідомляє Палмеру, що він тепер буде служити під керівництвом майора Долбі в Міністерстві внутрішніх справ. Палмер повинен замінити агента контррозвідки, вбитого при викраденні професора Редкліффа.
Проявляючи ініціативу, Палмер веде власне розслідування, не повідомляючи своїх нових колег і начальство. Те, що він з'ясовує, загрожує безпеці Великої Британії ще більше, ніж можна було би припустити, але його життю це ще загрозливіше.

## У ролях
- Майкл Кейн — Гаррі Палмер
- Найджел Грін — Долбі
- Гай Доулмен — Росс
- Сью Ллойд — Джин
- Гордон Джексон — Карсуелл
- Обрі Річардс — Редкліфф
- Френк Гетліф — Блуджей
- Томас Бептіст — Барні
- Олівер МакГріві — Хаузмартін
- Фреда Бемфорд — Еліс